# 長冨浩志
長冨 浩志（ながどみ ひろし、1961年6月10日 - ）は、千葉県船橋市出身の元プロ野球選手（投手）。

## 経歴

### プロ入り前
千葉日大一高ではエース兼四番打者として、1979年夏の甲子園千葉県予選で準決勝に進出するが、習志野高にコールド負け。
高校卒業後は国士舘大に一般入部。東都大学野球リーグでは二部リーグが長く、一部リーグ出場は3シーズンにとどまる。7季連続の入替戦登板も経験。4年次には主将として春季二部リーグに優勝、二部MVP、最優秀投手となる。入替戦で専大を降し、一部リーグに昇格するが、秋季リーグは振るわず最下位で残留を決めた。1983年秋にロッテオリオンズのドラフト3位指名を受けるも入団拒否。
大学卒業後、電電関東（2年目からNTT関東）に入社。1984年には川崎製鐵千葉の補強選手として都市対抗に出場。1回戦でリリーフとして登板し、5回を無失点に抑えるが電電北陸に敗退。好投手として注目され、同年の第28回アマチュア野球世界選手権日本代表に選出される。1985年には関東選抜リーグで優勝。同年は日本通運の補強選手として都市対抗に連続出場。1回戦で好投するが住友金属に敗退。同年のドラフト1位で広島東洋カープに入団。

### プロ入り後
入団1年目の1986年は8連勝を含む10勝2敗、規定投球回には届かなかったが防御率3.04の成績で同年のカープのリーグ優勝に大きく貢献。セ・リーグ新人王にも選出された。同年の西武との日本シリーズでは2試合に先発。第3戦では郭泰源と投げ合い勝利投手となる。第7戦も5回を1失点と好投するが打線の援護に恵まれず敗退。
その後も主力投手として2桁勝利を3回記録するなど北別府学、大野豊、川口和久らと共に投手王国といわれた広島投手陣を支えた。1988年5月11日のヤクルト4回戦（神宮）では初回に打線が爆発し登板の前に打席の機会がめぐってきてホームランを打った。4回、6回にもヒットを放ち猛打賞を記録し、投げては完投勝ちと当人の一人舞台だった。同年9月9日対中日戦（広島市民球場）で長冨は落合博満、宇野勝、仁村徹の3人に内角攻めをした結果落合と仁村に死球をぶつけてしまい、両軍入り乱れての大乱闘になった。1989年も10勝9敗と二桁勝利を記録、初めて規定投球回（12位、防御率3.46）に達する。しかし30代に入り年々成績は下降線を辿り、監督の交代や若手の台頭などで自身の立場が危ういと感じ、1994年のオフに自ら球団にトレード志願し木村拓也との交換トレードで日本ハムに移籍。
移籍一年目にはこの年新任した上田利治監督の下初のリリーフ専任になり、主に二番手で登板し7勝7敗を記録し自身初の防御率2点台と復活したが翌年不調に陥る。1997年、背番号を0番に変更しサイドスローにも変更した結果、自己最多の56試合に登板し防御率も良化したがこの年のオフにチームの若返りを理由に戦力外通告を受ける。身の振り方を考えた最中オフに当時ダイエーでコーチをしていた水谷実雄から王貞治監督が獲得を希望していると誘いがあり金銭トレードでダイエーに移籍。
1998年、春のキャンプで王監督からサイドスローでの球速の遅さを指摘され、再びオーバースローに戻し制球力を鍛え投球の八割をスライダーにした所、自身初の防御率1点台を記録。1999年は不振に終わったがチームは福岡移転後初のリーグ制覇。2000年、自身も復調しダイエーのリーグ2連覇に貢献。同年の巨人との日本シリーズでは第2戦に登板した。
2001年7月28日の対近鉄戦（福岡ドーム）で同点の8回2死の場面に登板して抑えると、直後にチームが勝ち越し点を挙げたため、球団史上初の40歳以上の救援勝利投手となった。
2002年、プロ入り初の一軍登板無しに終わり、自身としてはまだできると現役に意欲を持っていたが、王監督から直々に「若手に席を譲ってくれないか」と言われこの年限りで現役を引退。

### 引退後
2003年から2006年までダイエー・ソフトバンクの二軍投手コーチ。
2007年から2年間、独立リーグベースボール・チャレンジ・リーグの石川ミリオンスターズの投手コーチを務めた。
2008年11月、四国・九州アイランドリーグの長崎セインツ監督に就任することが決定。最初のシーズンとなった2009年の前期に監督1年目でチームを優勝に導いた。後期優勝の高知ファイティングドッグスとのリーグチャンピオンシップには敗退した。翌2010年も引き続きチームの指揮を執ったが、成績不振を理由に4月30日付で解任された。
2011年からは三重スリーアローズの監督に就任したが成績不振のため、同年5月17日付で辞任した。
その後はゴルフ場管理の仕事を経て、東京のスポーツ用品店に勤務。学生野球資格を取得し、アマチュア野球のコーチも行っている。
2022年シーズンよりクラブチーム・ハナマウイ野球部の投手コーチに就任した。

## 詳細情報

### 年度別投手成績
| 年 度      | 球 団      | 登 板 | 先 発 | 完 投 | 完 封 | 無 四 球 | 勝 利 | 敗 戦 | セ 丨 ブ | ホ 丨 ル ド | 勝 率 | 打 者 | 投 球 回 | 被 安 打 | 被 本 塁 打 | 与 四 球 | 敬 遠 | 与 死 球 | 奪 三 振 | 暴 投 | ボ 丨 ク | 失 点 | 自 責 点 | 防 御 率 | W H I P |
| ---------- | ---------- | ----- | ----- | ----- | ----- | -------- | ----- | ----- | -------- | ----------- | ----- | ----- | -------- | -------- | ----------- | -------- | ----- | -------- | -------- | ----- | -------- | ----- | -------- | -------- | ------- |
| 1986       | 広島       | 30    | 10    | 6     | 1     | 2        | 10    | 2     | 2        | --          | .833  | 478   | 121.1    | 100      | 10          | 28       | 0     | 3        | 124      | 4     | 0        | 44    | 41       | 3.04     | 1.05    |
| 1987       | 広島       | 18    | 18    | 5     | 2     | 0        | 5     | 6     | 0        | --          | .455  | 477   | 114.2    | 105      | 14          | 36       | 1     | 3        | 84       | 3     | 0        | 46    | 43       | 3.38     | 1.23    |
| 1988       | 広島       | 24    | 21    | 2     | 0     | 0        | 5     | 7     | 0        | --          | .417  | 525   | 122.1    | 118      | 21          | 50       | 2     | 2        | 103      | 2     | 0        | 60    | 58       | 4.27     | 1.37    |
| 1989       | 広島       | 28    | 24    | 6     | 3     | 0        | 10    | 9     | 0        | --          | .526  | 679   | 166.2    | 139      | 22          | 55       | 5     | 6        | 155      | 9     | 0        | 67    | 64       | 3.46     | 1.16    |
| 1990       | 広島       | 30    | 26    | 8     | 1     | 1        | 11    | 11    | 0        | --          | .500  | 779   | 184.0    | 159      | 20          | 84       | 6     | 5        | 158      | 3     | 0        | 81    | 72       | 3.52     | 1.32    |
| 1991       | 広島       | 24    | 18    | 5     | 0     | 0        | 5     | 6     | 0        | --          | .455  | 477   | 104.2    | 116      | 13          | 51       | 4     | 5        | 76       | 6     | 0        | 67    | 56       | 4.82     | 1.60    |
| 1992       | 広島       | 33    | 20    | 2     | 1     | 1        | 11    | 10    | 0        | --          | .524  | 617   | 140.0    | 154      | 15          | 57       | 3     | 4        | 100      | 5     | 1        | 74    | 71       | 4.56     | 1.51    |
| 1993       | 広島       | 28    | 17    | 1     | 1     | 0        | 4     | 8     | 0        | --          | .333  | 477   | 108.2    | 114      | 22          | 52       | 1     | 1        | 55       | 1     | 0        | 70    | 63       | 5.22     | 1.53    |
| 1994       | 広島       | 17    | 6     | 0     | 0     | 0        | 2     | 5     | 1        | --          | .286  | 216   | 48.1     | 56       | 2           | 20       | 0     | 4        | 25       | 0     | 0        | 31    | 28       | 5.21     | 1.57    |
| 1995       | 日本ハム   | 44    | 0     | 0     | 0     | 0        | 7     | 7     | 2        | --          | .500  | 328   | 75.2     | 71       | 2           | 37       | 11    | 6        | 49       | 5     | 0        | 26    | 22       | 2.62     | 1.43    |
| 1996       | 日本ハム   | 26    | 1     | 0     | 0     | 0        | 1     | 2     | 2        | --          | .333  | 173   | 40.1     | 41       | 5           | 19       | 1     | 1        | 32       | 2     | 0        | 26    | 24       | 5.36     | 1.49    |
| 1997       | 日本ハム   | 56    | 0     | 0     | 0     | 0        | 2     | 0     | 0        | --          | 1.000 | 223   | 55.2     | 46       | 2           | 16       | 0     | 1        | 39       | 1     | 0        | 15    | 14       | 2.26     | 1.11    |
| 1998       | ダイエー   | 33    | 0     | 0     | 0     | 0        | 0     | 0     | 3        | --          | ----  | 84    | 21.0     | 14       | 0           | 11       | 1     | 0        | 13       | 2     | 0        | 4     | 3        | 1.29     | 1.19    |
| 1999       | ダイエー   | 9     | 0     | 0     | 0     | 0        | 2     | 1     | 0        | --          | .667  | 41    | 8.2      | 13       | 0           | 5        | 1     | 1        | 2        | 0     | 0        | 7     | 7        | 7.27     | 2.08    |
| 2000       | ダイエー   | 38    | 0     | 0     | 0     | 0        | 1     | 1     | 0        | --          | .500  | 107   | 27.0     | 22       | 1           | 5        | 0     | 1        | 17       | 0     | 0        | 7     | 6        | 2.00     | 1.00    |
| 2001       | ダイエー   | 26    | 0     | 0     | 0     | 0        | 1     | 2     | 0        | --          | .333  | 89    | 22.0     | 18       | 3           | 8        | 4     | 1        | 13       | 2     | 0        | 9     | 9        | 3.68     | 1.18    |
| 通算：16年 | 通算：16年 | 464   | 161   | 35    | 9     | 4        | 77    | 77    | 10       | --          | .500  | 5770  | 1361.0   | 1286     | 152         | 534      | 40    | 44       | 1045     | 45    | 1        | 634   | 581      | 3.84     | 1.34    |

- 各年度の太字はリーグ最高

### 表彰
- 新人王 （1986年）

### 記録
初記録
- 初登板：1986年4月5日、対中日ドラゴンズ2回戦（広島市民球場）、6回表に2番手として救援登板、2回2失点
- 初奪三振：同上、6回表に大石友好から
- 初勝利：1986年4月17日、対ヤクルトスワローズ2回戦（明治神宮野球場）、3回裏に2番手として救援登板・完了、7回1失点
- 初セーブ：1986年7月17日、対読売ジャイアンツ14回戦（広島市民球場）、9回表に4番手として救援登板・完了、1回無失点
- 初先発・初先発勝利：1986年8月12日、対横浜大洋ホエールズ20回戦（広島市民球場）、7回無失点
- 初完投勝利：1986年8月19日、対中日ドラゴンズ16回戦（ナゴヤ球場）、9回1失点
- 初完封勝利：1986年10月4日、対中日ドラゴンズ23回戦（広島市民球場）

節目の記録
- 1000投球回：1993年5月29日、対阪神タイガース6回戦（山形県野球場）　※史上250人目
- 1000奪三振：1997年9月23日、対千葉ロッテマリーンズ22回戦（東京ドーム）、2回表に橋本将から　※史上100人目

その他の記録
- オールスターゲーム出場：1回 （1989年）

### 背番号
- 16 （1986年 - 1994年）
- 13 （1995年 - 1996年）
- 0 （1997年）
- 22 （1998年 - 2002年）
- 78 （2003年 - 2006年、2009年 - 2011年）
- 31 （2007年 - 2008年）

### 登録名
- 長冨 浩志（ながとみ ひろし、1986年 - 1996年）
- 長冨 浩志（ながどみ ひろし、1997年 - 2002年）